# Tilletia cape-yorkensis
Tilletia cape-yorkensis är en svampart som beskrevs av Vánky & R.G. Shivas 2003. Tilletia cape-yorkensis ingår i släktet Tilletia och familjen Tilletiaceae.   Inga underarter finns listade i Catalogue of Life.